# Вы чьё, старичьё? (фильм, 1988)
«Вы чьё, старичьё?» — советский полнометражный цветной художественный фильм, поставленный на Киностудии «Ленфильм» в 1988 году режиссёром Иосифом Хейфицем по одноимённой повести Бориса Васильева. Фильм стал второй экранизацией повести после одноимённой короткометражной дипломной работы Василия Пичула, снятой в 1982 году.
Премьера фильма в СССР состоялась в ноябре 1988 года.

## Сюжет
В центре сюжета — судьба двух одиноких стариков, заброшенных и забытых всеми в будничной суете…
У деревенского жителя Касьяна Нефёдовича Глушкова умирает жена, и он переезжает жить к невестке в город (его сын умер несколько лет назад). Та живёт в коммуналке с маленьким сыном и мечтает устроиться на денежную работу, чтобы купить квартиру и снова выйти замуж. Потеряв надежду найти работу в городе, она вынуждена уехать на заработки на север. Касьян Нефёдович остаётся с внуком, однако вскоре того забирают к матери. Соседи по коммуналке, у которых рождается ребёнок, намекают на то, что Касьяну хорошо бы освободить для них жилплощадь.
Тем временем Касьян, собирая бутылки, случайно знакомится с Багорычем, местным пенсионером, который живёт в однокомнатной квартире с взрослой внучкой Валентиной. После четырёх лет, проведённых в колонии, возвращается Андрей, жених Валентины. Касьян с Багорычем чувствуют себя лишними и планируют поехать в деревню Касьяна, где его подруга детства Нюра (Анна Семёновна) подыскала им работу и приглашает жить у себя. Но на этом пути их ждёт препятствие: в последний день Касьян получает телеграмму из деревни о том, что Нюра умерла.
Касьян с Багорычем уходят в никуда вдоль железнодорожных путей. Они не знают, что это одинокая дочка Нюры, работница почты, послала эту телеграмму, потому что не нужны ей в доме два старика.
Композиция фильма зациклена: в начале и в конце показано, как в деревне Касьяна пастух гонит коров на выпас, слушая на ходу магнитофон, из которого доносится песня Владимира Высоцкого.

## В главных ролях
- Михаил Пахоменко — Касьян Нефёдович Глушков
- Лев Борисов — Багорыч
- Елена Мельникова — Валентина, внучка Багорыча
- Евгений Крыжановский — Арнольд, сосед в коммуналке
- Татьяна Шаркова — Зинка, невестка Касьяна Глушкова
- Евгения Ковалёва — Нюра (Анна Семёновна)
- Ирина Ракшина — Вера, дочь Анны Семёновны
- Анатолий Котенёв — Андрей Букин, жених Валентины

## Съёмочная группа
- Сценарий и постановка — Иосифа Хейфица.
- Главный оператор — Юрий Шайгарданов
- Главный художник — Виктор Амельченков
- Композитор — Исаак Шварц

В фильме звучит песня Владимира Высоцкого «Моя цыганская» в исполнении автора.